# Visser Hill
Visser Hill är en kulle i Antarktis. Den ligger i Västantarktis. Argentina, Chile och Storbritannien gör anspråk på området. Toppen på Visser Hill är 9 meter över havet.
Terrängen runt Visser Hill är kuperad åt nordväst, men norrut är den platt. Havet är nära Visser åt sydost. Trakten är obefolkad. Det finns inga samhällen i närheten. 